# Cybianthus steyermarkianus
Cybianthus steyermarkianus là một loài thực vật có hoa trong họ Anh thảo. Loài này được (G.Agostini) G.Agostini mô tả khoa học đầu tiên năm 1980.